# Nostrifikacija
Nostrifikacija je uradna potrditev veljavnosti spričevala izdanega v tuji državi.
Beseda je zloženka iz latinskih besed noster v pomenu naš in facere v pomenu narediti in pomeni priznati, potrditi veljavnost tujemu dokumentu. 